# Номинация (политика и культура)
Номинация (выдвижение) — часть процесса выбора кандидата либо для избрания на государственный пост, либо для награждения почётным званием или наградой. Перечень номинантов, суженный из полного списка кандидатов, представляет собой короткий список.

## Политика
В контексте выборов на государственные должности кандидат, который был выбран для представления или одобрен политической партией, считается выдвиженцем партии. Процесс отбора может быть основан на одном или нескольких турах внутрипартийных выборов или посредством съезда или собрания политической партии в соответствии с уставом партии и законами о выборах. В некоторых странах этот процесс называется предварительным отбором.
Публичные заявления о поддержке выдвижения кандидата известны как одобрения или тестемониум.
В некоторых юрисдикциях кандидат от зарегистрированной политической партии имеет право фигурировать в бюллетенях всеобщих выборов. Кандидатам, одобренным политической партией, может потребоваться подать петицию о выдвижении, чтобы получить доступ к бюллетеням. В других случаях, чтобы баллотироваться, все кандидаты должны соответствовать критериям правил о выдвижении.

## Парламентская процедура
В парламентской процедуре выдвижение — это, по сути, предложение заполнить пробел во фразе «чтобы _____ был избран». Номинации используются для обеспечения отбора кандидатов для избрания на должность. После того, как были выдвинуты кандидатуры, собрание переходит к своему методу голосования, используемому для избрания должностных лиц.

### Предложения по номинациям
Номинации состоят из последовательности предложений, включая предложения о внесении, закрытии и повторном открытии номинаций, а также предложения по определению метода выдвижения кандидатур. Предложение о выборе метода выдвижения также сводится к заполнению бланка голосования по предлагаемым методам выдвижения в следующем порядке:
- председателем
- открытыми номинациями
- комитетом
- бюллетенями
- по почте
- через петицию

Не все из этих методов могут подходить для конкретной организации.

### Закрытие номинаций
Обычно номинации закрываются, когда никто больше не хочет выдвигать кандидатов. Это делается без ходатайства (с использованием формы единодушного согласия). Ходатайство о закрытии выдвижения не может быть использовано для предотвращения выдвижения определённого кандидата. Законное основание предложения закрыть номинацию состоит в том, что некоторые члены явно задерживают выборы, выдвигая лиц, у которых нет шансов быть избранными. Требуется две трети голосов, чтобы закрыть номинацию, и простое большинство, чтобы её возобновить.

## Награды и почести
Правила присвоения ряда наград или почестей требуют выдвижения кандидатов. Правила, кто и как номинируется, различаются в зависимости от награды или почести, как и процесс отбора кандидатов.
Для некоторых наград и почестей быть номинированным или включённым в шорт-лист само по себе считается большой честью, как в случае церемонии вручения наград Американской киноакадемии и других подобных мероприятий, а также премий в области литературы и искусства. В 2015 году на соискание Нобелевской премии мира было номинировано 273 кандидата, а на сатирические Шнобелевские премии ежегодно выдвигается 9000 человек.